# Illampú
Der Illampú ist ein Berg in Bolivien.

## Lage
Der Illampú (der Gott der Stürme) liegt in den Anden in Bolivien östlich des Titicacasees und im Norden des bolivianischen Regierungssitzes La Paz. Mit 6.368 Metern ist er der vierthöchste Berg Boliviens und der dritthöchste der Cordillera Real. 
Er ist der erste hohe nördliche Gipfel in der Kette der Real Norte und besteht aus den Doppelgipfeln Illampu Nord und Illampu Süd, die mit einem Schnee- und Eisgrat miteinander verbunden sind. Der Name Illampú wird häufig für das gesamte Bergmassiv, das auch den Ancohuma umfasst,  benutzt. Manchmal wird für das Bergmassiv auch der Name Nevado de Sorata verwendet, nach der Kleinstadt Sorata an den Westhängen des Illampú.

## Aufbau
Die Cordillera Real besteht aus Tiefengesteinen aus dem Paläozoikum, in die während des Mesozoikums bis in die Zeit des Tertiär weitere Plutonite eindrangen. Diese wurden im Tertiär und Quartär durch Erosion freigelegt und bilden heute die Gipfel des Illampú und des Illimani.
Der Illampú ist ganzjährig mit Schnee bedeckt, die Schneegrenze liegt bei 5.200 m.

## Legende
Der indianischen Legende nach töteten sich die beiden mächtigen Könige Illimani und Illampu gegenseitig, als sie um die Macht über die Kollasuyo-Region rangen, den heutigen Altiplano. Auf dem Sterbebett verpflichteten sie ihre Söhne, ihren Tod zu rächen, und obwohl diese den Kampf nicht wollten, fühlten sie sich durch den Schwur ihrer Väter gebunden und zogen gegeneinander in den Krieg. Die Geschichte wiederholte sich, auch sie fügten sich im Kampf tödliche Wunden zu. Noch auf dem Schlachtfeld vergaben sie einander und baten ihre Diener, sie nebeneinander aufzubahren. Pachamama, die Göttin der Fruchtbarkeit, versicherte den jungen Königen, dass sie wegen der Feindschaft ihrer Väter nicht hätten sterben müssen, und bestrafte die Väter, indem sie ihre Sterne vom Himmel fallen und zu den beiden schneebedeckten Berggipfeln werden ließ, Illampú und Illimani.